# Reserva Natural Ussurisky
A Reserva Natural Ussurisky (em russo: Уссурийский заповедник) é uma área protegida na Rússia, que protege uma das últimas florestas virgens de coníferas deciduous do planeta, na região Primorsky (Litoral) do Extremo Oriente Russo. O terreno montanhoso está localizado no esporão sul das montanhas Sikhote-Alin, no curso superior do rio Komarovka, a cerca de 50 km a nordeste da cidade de Vladivostok, a maior cidade portuária da Rússia no Oceano Pacífico. A reserva é nomeada após Vladimir L. Komarov, um dos primeiros botânicos importantes também um dos primeiros exploradores da região Primorsky. A reserva de Ussursisky é situada no distrito de Shkotovsky, no Krai de Primorsky.

## Topografia
Esta área protegida encontra-se localizada nas montanhas de Przewalski, como este esporão do sul de Sikhote-Alin é conhecido. O terreno é montanhoso e coberto por grandes e antigas florestas; no leste da reserva localizam-se as cabeceiras dos afluentes direitos do rio Artemivka. O lago Khanka fica situado a cerca de 100 quilómetros a noroeste. A altitude média é de entre 400 e 500 metros acima do nível do mar. As cabeceiras do rio Komarovka fluem para fora da reserva, a oeste, para a cidade de Ussuriysk, e o rio Artemivka flui para o sul, na Baía de Ussuri, do Mar do Japão.

## Clima e eco-região
A reserva Ussurisky localiza-se na eco-região das florestas de folha larga e mistas de Ussuri, uma região na bacia média do rio Amur, no Extremo Oriente da Rússia, na encosta ocidental das Montanhas Sikhote-Alin.
O clima de Ussurisky é um clima continental húmido, caracterizado por uma alta variação da temperatura, tanto entre o dia e a noite como entre estações. Os invernos são secos e verões são frescos. A temperatura média em Janeiro (o mês mais frio) é de -17,9 graus C e em Agosto (o mês mais quente) é de +19,7 graus C.